# 레이데르도르프

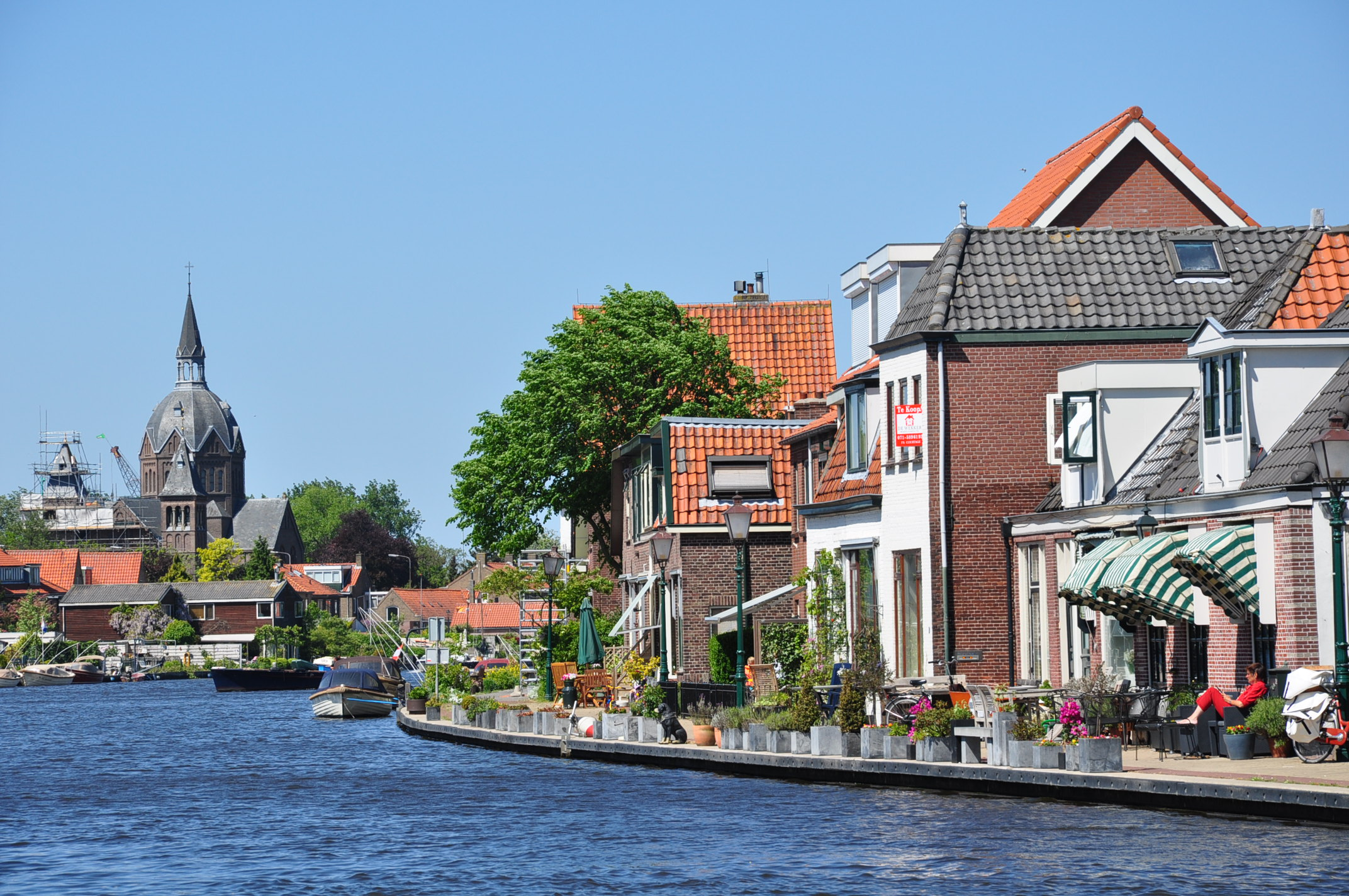
레이데르도르프

레이데르도르프의 위치

레이데르도르프(네덜란드어: Leiderdorp)는 네덜란드 서부 자위트홀란트주의 도시로 면적은 12.28km2, 높이는 0m, 인구는 26,786명(2017년 2월 기준), 인구 밀도는 2,319명/km2이다.
레이던의 교외에 위치한다. 80년 전쟁 시대에는 스페인 군대의 기지로 사용되었다.

시기
시 문장

## 자매 도시
- 슬로바키아 샤모린